# M105
M 105 (conosciuta anche come NGC 3379) è una galassia ellittica visibile nella costellazione del Leone; fa parte di un gruppo di galassie situate proprio al centro della costellazione del Leone. Fu scoperta da Pierre Méchain, il 20 marzo 1781.

## Osservazione

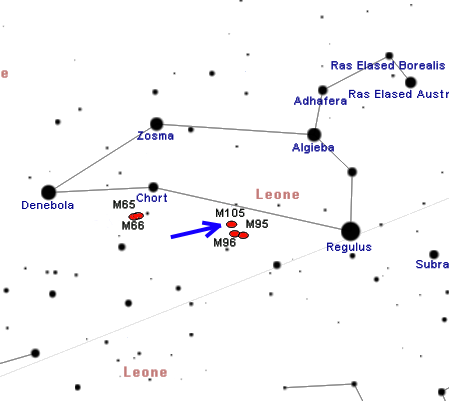
Mappa per individuare M105.

M105 e le sue compagne si individuano in un'area povera di stelle di riferimento: occorre partire dunque dalla linea che congiunge Regolo a θ Leonis, fermarsi a metà via e spostarsi a sud di circa 2°; la galassia è al limite della portata di un binocolo di medie dimensioni come un 10x50, dunque occorrono telescopi da almeno 80mm per poterla individuare anche solo come una macchietta chiara. In un 140mm si osserva chiaramente assieme ad altre due galassie vicine, NGC 3384 e NGC 3389, con le quali forma un triangolo rettangolo il cui vertice ad angolo retto si trova su NGC 3384; il nucleo è molto brillante e tutt'attorno è circondato da un alone che sfuma delicatamente nel fondo cielo.
M105 può essere osservato con facilità da entrambi gli emisferi terrestri, grazie al fatto che la sua declinazione non è eccessivamente settentrionale; dalle regioni boreali è maggiormente osservabile e si presenta estremamente alto nel cielo nelle notti di primavera, mentre dall'emisfero australe resta sempre mediamente più basso, ad eccezione delle aree prossime all'equatore. È comunque visibile da tutte le aree abitate della Terra. Il periodo migliore per la sua osservazione nel cielo serale è quello compreso fra febbraio e agosto.

## Storia delle osservazioni
M105 fu scoperta da Pierre Méchain il 24 marzo 1781, pochi giorni dopo la scoperta delle due galassie compagne M95 and M96; questa galassia non fu inclusa direttamente da Charles Messier nel suo catalogo, ma vi fu inclusa sono quando Helen Sawyer Hogg trovò una lettera di Méchain con la descrizione di M105, galassia catalogata con la sigla NGC 3379. Heinrich Louis d'Arrest studiò M105 con un telescopio da 280mm e notò come il suo nucleo fosse estremamente appariscente, simile ad una stella di decima magnitudine.

## Caratteristiche

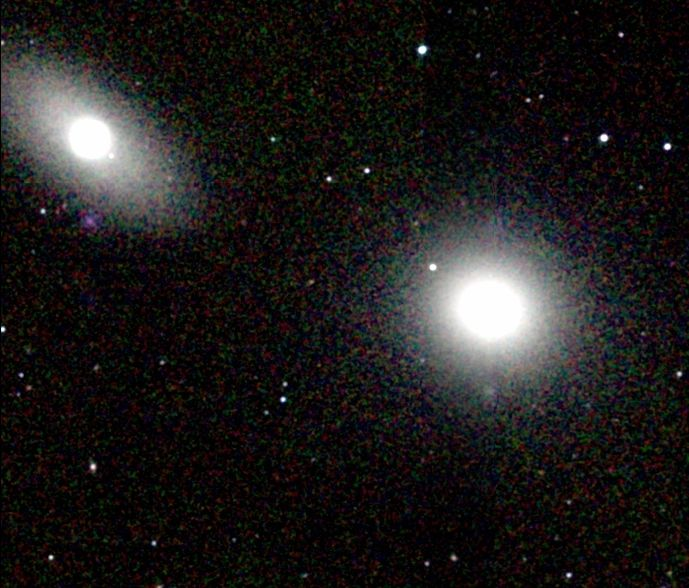
Immagine di M105 con una delle sue compagne.

M105 è la più brillante fra le galassie ellittiche presenti nel Gruppo Leo I, in cui è compreso il sottogruppo a cui appartiene; la sua distanza è stimata sui circa 32 milioni di anni luce. Si tratta di un perfetto esempio di galassia ellittica, grazie alla estrema uniformità di struttura e di luminosità che la caratterizza; delle due galassie che l'accompagnano, entrambe ellittiche, NGC 3389 non sembra essere realmente vicina a M105, dato che la sua velocità radiale è di 1138 km/s, contro i 752 km/s accettati per M105. Secondo degli studi effettuati tramite il Telescopio Spaziale Hubble al centro di questa galassia sarebbe presente un buco nero supermassiccio, la cui massa si aggirerebbe sui 50 milioni di masse solari.

## Gruppo di M96
M95 è una delle galassie facenti parte del Gruppo di M96, un gruppo di galassie visibile nella costellazione del Leone; questo gruppo contiene anche M96 e M105.

### Libri
- (EN) Stephen James O'Meara, Deep Sky Companions: The Messier Objects, Cambridge University Press, 1998, ISBN 0-521-55332-6.

### Carte celesti
- Toshimi Taki, Taki's 8.5 Magnitude Star Atlas, su geocities.jp, 2005. URL consultato il 7 novembre 2010 (archiviato dall'url originale il 5 novembre 2018). - Atlante celeste liberamente scaricabile in formato PDF.
- Tirion, Rappaport, Lovi, Uranometria 2000.0 - Volume I - The Northern Hemisphere to -6°, Richmond, Virginia, USA, Willmann-Bell, inc., 1987, ISBN 0-943396-14-X.
- Tirion, Sinnott, Sky Atlas 2000.0 - Second Edition, Cambridge, USA, Cambridge University Press, 1998, ISBN 0-933346-90-5.
- Tirion, The Cambridge Star Atlas 2000.0, 3ª ed., Cambridge, USA, Cambridge University Press, 2001, ISBN 0-521-80084-6.